# جزيرة تيكوس (مدينة بنغكولو)
جزيرة تيكوس وهي جزيرة صغيرة من جزر إندونيسيا، ضمن أرخبيل سومطرة وتقع في إقليم بنغكولو.